# Mestre de obras

Exemplo de planta baixa, muito comum no trabalho do mestre de obras

O mestre de obras é o profissional responsável pela execução de obras de pequeno e grande porte. Trabalham gerenciando toda a mão de obra sendo portanto um administrador. Em tempos atrás os mestres de obras eram pessoas que aprendiam tudo com outros mestres e com a sua experiência de vida, hoje, há cursos profissionalizantes que formam líderes com conhecimento em construção civil. A profissão é confundida com outras da área como: empreiteiro ou pedreiro.

## Formação
É necessário que o mestre de obras saiba ler projetos, orientar a mão de obra, zelar pela segurança de todos e da obra e possuir liderança. Com o aumento da procura pela área da construção civil no Brasil, Angola e Cabo Verde é necessário curso de formação. Pioneiros na formação de mestre de obras afirmam que deve-se ter formação continuada para o profissional, já que a construção civil muda cada dia mais rápido.